# Plan R 4

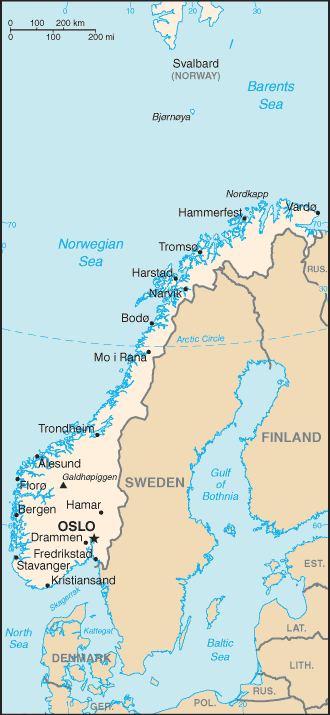
Carte de la Norvège

Le plan R 4 était un plan britannique, lors de la Seconde Guerre mondiale, pour une invasion du royaume de Norvège, neutre, en avril 1940. Plus tôt, les Britanniques avaient planifié une intervention similaire, avec la France, pendant la guerre d'Hiver.

## Contexte
L'Allemagne n'avait pas un approvisionnement de minerai de fer, utilisé dans la production d'acier, suffisant pour ses besoins domestiques. En temps de paix, de grandes quantités de minerai de fer étaient importées des mines de la région française de Lorraine. Depuis septembre 1939, cette source d'approvisionnement s'était tarie. Ainsi, les livraisons de son autre grand fournisseur, la Suède, étaient essentielles pour la production de chars, canons, navires, wagons, camions et autres matériels de guerre. Dans la partie nord de la mer Baltique, appelée le golfe de Botnie, se trouve un des principaux ports suédois appelé Luleå, d'où en été une partie du minerai était expédié. Dependant, il était gelé en hiver et chaque année, les Suédois livraient pendant plusieurs mois la plus grande part de leurs minerai de fer par voie ferrée jusqu'au port libre de glace de Narvik, dans le grand nord norvégien. Lors d'une année normale, 80 % du minerai de fer était exporté via le port de Narvik. La seule alternative en hiver passait par un trajet par rail jusqu'à Oxelösund sur la Baltique, au sud de Stockholm, qui n'était pas obstrué par les glaces. Toutefois, les renseignements britanniques suggéraient qu'Oxelösund ne pourrait expédier qu'un cinquième des besoins de l'Allemagne.
Le transport du minerai depuis Narvik était effectué, pour la plus grande part, à l'intérieur des eaux territoriales norvégiennes, ce qui le mettait pratiquement à l'abri de tentatives d'interception britannique. Pour les Alliés, arrêter ces transports et donc priver l'industrie allemande de minerai semblaient être d'une importance vitale.
Les Alliés ont élaboré un plan utilisant l'attaque de l'Union soviétique le 30 novembre 1939 contre la Finlande comme une couverture pour prendre pied dans les deux principales zones de production de minerai de fer suédois dans le nord, et dans les ports norvégiens à travers lesquels il était livré à l'Allemagne.
Le plan était d'obtenir la permission norvégienne et suédoise d'envoyer un corps expéditionnaire en Finlande dans le nord de la Norvège et de la Suède, ostensiblement pour aider les Finlandais. Une fois en place, elles devaient cependant prendre le contrôle des ports et des mines en occupant des villes comme Gävle et Luleå et fermer l'accès allemand au minerai suédois. Vis-à-vis de la Norvège et de la Suède, cela se serait présenté comme un fait accompli.
Réalisant le danger de l'occupation par les Alliés ou les Allemands et de la guerre qu'ils se livreraient sur leur territoire, les Suédois et les Norvégiens ont refusé les demandes de transit.
Pendant ce temps, les Allemands, ayant réalisé la menace des Alliés, ont mis au point des plans pour une éventuelle invasion préemptive de la Norvège afin de protéger leurs lignes d'approvisionnement stratégiques. L'incident de l'Altmark, le 16 février 1940, a convaincu Hitler que les Alliés ne respecteraient pas la neutralité norvégienne, et il a ordonné des plans pour une invasion accélérée.
La réticence scandinave de permettre l'accès à leur territoire aux troupes alliées a mis fin au plan original des Alliés qui consistait à utiliser l'aide à la Finlande comme un prétexte pour déplacer des troupes. Cependant, le 12 mars, les Alliés ont néanmoins décidé de tenter une invasion "semi-pacifique". Les troupes devaient être débarquées en Norvège, en Suède et poursuivre en Suède pour capturer les mines suédoises. Néanmoins, si une résistance militaire sérieuse était rencontrée, ils ne devaient pas poursuivre. Toutefois, la Finlande a demandé la paix le 12 mars, et la version révisée de ce plan a ainsi dû être également abandonnée.
Les Allemands étaient partiellement au courant des plans alliés. Ils avaient intercepté le trafic radio qui indiquait que des groupes de transport alliés se préparaient, et quelques jours plus tard, les messages stipulant que les Alliés avaient dû abandonner leur plan et redéployer leurs forces.
Les plans pour l'invasion allemande de la Norvège se sont poursuivis, Adolf Hitler craignant que les Alliés allaient malgré tout lancer tôt ou tard leur propre invasion. Il avait raison bien qu'il n'était pas au courant des plans réels. La date de lancement de l'opération Weserübung (attaque allemande sur le Danemark et la Norvège) était fixée au 9 avril.

## Plan d'invasion britannique
Le plan d'invasion allié comportait deux parties : l'opération Wilfred et le plan R 4.
Selon l'opération Wilfred, qui devait avoir lieu le 5 avril (mais retardée au 8 avril), les eaux norvégiennes territoriales devaient être minées en violant la neutralité norvégienne. Cela devait obliger les navires transportant du minerai vers l'Allemagne à se dérouter en dehors de la protection des eaux territoriales norvégiennes et les rendre accessibles à la marine britannique.
On espérait que cela provoquerait une réaction militaire allemande. Dès que les Allemands réagiraient en débarquant des troupes en Norvège ou en démontrant leur intention de le faire, une force britannique débarquerait en Norvège : 18 000 soldats alliés débarqueraient à Narvik et fermeraient la voie ferrée rejoignant la Suède. Les autres villes devant être capturés était Trondheim et Bergen.
Le premier navire avec les troupes alliées devaient commencer le voyage, quelques heures après la pose de mines. Le 8 avril, un détachement de la Royal Navy dirigée par HMS Renown minait les eaux norvégiennes dans le cadre de l'opération Wilfred, mais les troupes allemandes étaient déjà en route, et le plan original "R 4" n'était plus réalisable. Les Alliés avaient cependant fourni une excuse à Hitler pour son invasion.

## Opérations
Bien que le plan R 4 ne puisse pas se dérouler comme prévu, les troupes alliées ont été rapidement envoyées en Norvège pour combattre aux côtés des Norvégiens. Un véritable succès n'a été possible contre les Allemands que dans la région de Narvik en les amenant à un stade proche de la reddition lors de la bataille de Narvik. Les troupes alliées se composaient de 24 500 soldats britanniques, norvégiens, français et polonais, en particulier d'infanterie de marine, de la légion étrangère française, et de troupes de montagne polonaises. Les troupes allemandes étaient composées de 2 000 hommes des troupes de montagne et de 2 600 marins des bâtiments coulés de la flotte d'invasion allemande. Le 17 avril 1940, Hitler ordonnait aux troupes allemandes d'évacuer vers la Suède pour y être internés (voir la campagne de Norvège). Cependant, le succès de la campagne allemande contre la France, les Pays-Bas et la Belgique a conduit au redéploiement des forces alliées qui étaient évacuées de Norvège le 8 juin 1940.